# Saturno (família de foguetes)

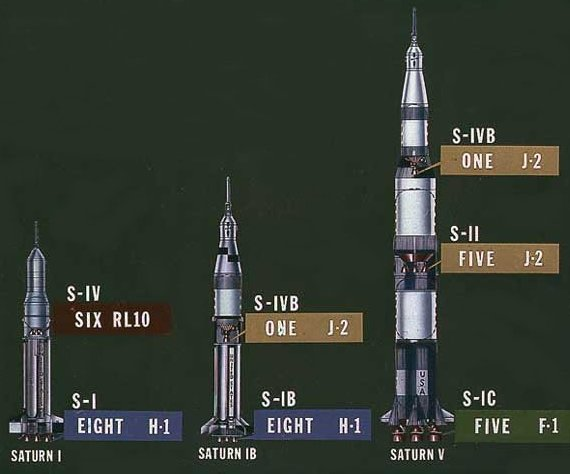
Três variantes da família Saturno que foram desenvolvidas: Saturno I, Saturno IB e Saturno V

A família Saturn de foguetes estadunidenses foi desenvolvida por uma equipe de cientistas de foguetes, em sua maioria alemães, liderados por Wernher von Braun para lançar cargas úteis para a órbita da Terra e além. A família Saturno usava hidrogênio líquido como combustível nos estágios superiores. Originalmente proposto como um lançador de satélite militar, eles foram adotados como veículos de lançamento para o programa Apollo. Três versões foram construídas e voaram: o Saturno I, o Saturno IB, e o Saturno V.
O nome Saturno foi proposto por von Braun em outubro de 1958 como um sucessor lógico da série Júpiter, bem como a posição poderosa do deus romano.
Em 1963, o presidente John F. Kennedy identificou o lançamento do Saturn I SA-5 como o ponto em que a capacidade de elevação dos Estados Unidos ultrapassaria a dos soviéticos, após ficar para trás desde o Sputnik. Ele mencionou isso pela última vez em um discurso proferido na Base Aérea Brooks, em San Antonio, na véspera de seu assassinato.
Até o momento, o Saturno V é o único veículo de lançamento para transportar seres humanos além da órbita baixa da Terra. Um total de 24 humanos voou para a Lua nos quatro anos de dezembro de 1968 a dezembro de 1972. Nenhum foguete Saturno falhou catastroficamente durante o voo.

## História
No início da década de 1950, a Marinha e o Exército dos EUA desenvolveram ativamente mísseis de longo alcance com a ajuda de engenheiros de foguetes alemães que estiveram envolvidos no desenvolvimento do V-2 bem-sucedido durante a Segunda Guerra Mundial. Esses mísseis incluíam o Viking da Marinha e o Corporal, Jupiter e Redstone do Exército. Enquanto isso, a Força Aérea dos Estados Unidos desenvolveu seus mísseis Atlas e Titan, contando mais com engenheiros americanos.
As lutas internas entre os vários ramos eram constantes, com o Departamento de Defesa dos Estados Unidos (DoD) decidindo quais projetos financiar para o desenvolvimento. Em 26 de novembro de 1956, o Secretário de Defesa Charles E. Wilson emitiu um memorando despojando o Exército de mísseis ofensivos com um alcance de 200 milhas (320 km) ou mais, e entregando seus mísseis Júpiter à Força Aérea. Desse ponto em diante, a Força Aérea seria o principal desenvolvedor de mísseis, especialmente para mísseis de uso duplo que também poderiam ser usados como veículos de lançamento espacial.

## Histórico de lançamento

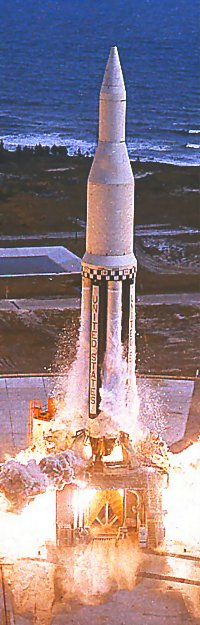
Uma decolagem Saturn I (SA-1) do LC-34

| PROGRAMA   | VEÍCULO | MISSÃO    | DATA DE LANÇAMENTO      | PAD    |
| ---------- | ------- | --------- | ----------------------- | ------ |
| Saturno I  | SA-1    | SA-1      | 27 de outubro de 1961   | LC-34  |
| Saturno I  | SA-2    | SA-2      | 25 de abril de 1962     | 34     |
| Saturno I  | SA-3    | SA-3      | 16 de novembro de 1962  | 34     |
| Saturno I  | SA-4    | SA-4      | 28 de março de 1963     | 34     |
| Saturno I  | SA-5    | SA-5      | 29 de janeiro de 1964   | LC-37B |
| Saturno I  | SA-6    | A-101     | 28 de maio de 1964      | 37B    |
| Saturno I  | SA-7    | A-102     | 18 de setembro de 1964  | 37B    |
| Saturno I  | SA-9    | A-103     | 16 de fevereiro de 1965 | 37B    |
| Saturno I  | SA-8    | A-104     | 25 de maio de 1965      | 37B    |
| Saturno I  | SA-10   | A-105     | 30 de julho de 1965     | 37B    |
| Saturno IB | SA-201  | AS-201    | 26 de fevereiro de 1966 | 34     |
| Saturno IB | SA-203  | AS-203    | 5 de julho de 1966      | 37B    |
| Saturno IB | SA-202  | AS-202    | 25 de agosto de 1966    | 34     |
| Saturno V  | SA-501  | Apollo 4  | 9 de novembro de 1967   | LC-39A |
| Saturno IB | SA-204  | Apollo 5  | 22 de janeiro de 1968   | 37B    |
| Saturno V  | SA-502  | Apollo 6  | 4 de abril de 1968      | 39A    |
| Saturno IB | SA-205  | Apollo 7  | 11 de outubro de 1968   | 34     |
| Saturno V  | SA-503  | Apollo 8  | 21 de dezembro de 1968  | 39A    |
| Saturno V  | SA-504  | Apollo 9  | 3 de março de 1969      | 39A    |
| Saturno V  | SA-505  | Apollo 10 | 18 de maio de 1969      | LC-39B |
| Saturno V  | SA-506  | Apollo 11 | 16 de julho de 1969     | 39A    |
| Saturno V  | SA-507  | Apollo 12 | 14 de novembro de 1969  | 39A    |
| Saturno V  | SA-508  | Apollo 13 | 11 de abril de 1970     | 39A    |
| Saturno V  | SA-509  | Apollo 14 | 31 de janeiro de 1971   | 39A    |
| Saturno V  | SA-510  | Apollo 15 | 26 de julho de 1971     | 39A    |
| Saturno V  | SA-511  | Apollo 16 | 16 de abril de 1972     | 39A    |
| Saturno V  | SA-512  | Apollo 17 | 7 de dezembro de 1972   | 39A    |
| Saturno V  | SA-513  | Skylab 1  | 14 de maio de 1973      | 39A    |
| Saturno IB | SA-206  | Skylab 2  | 25 de maio de 1973      | 39B    |
| Saturno IB | SA-207  | Skylab 3  | 28 de julho de 1973     | 39B    |
| Saturno IB | SA-208  | Skylab 4  | 16 de novembro de 1973  | 39B    |
| Saturno IB | SA-210  | ASTP      | 15 de julho de 1975     | 39B    |

## Programa Apollo

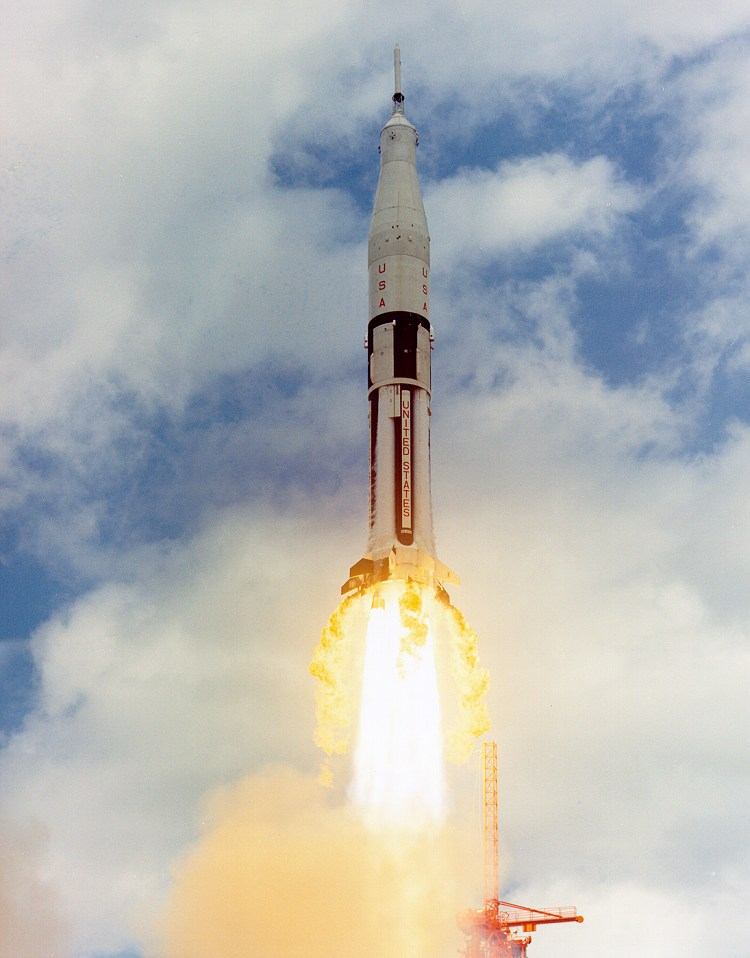
Uma decolagem Saturno IB (AS-202) do LC-34

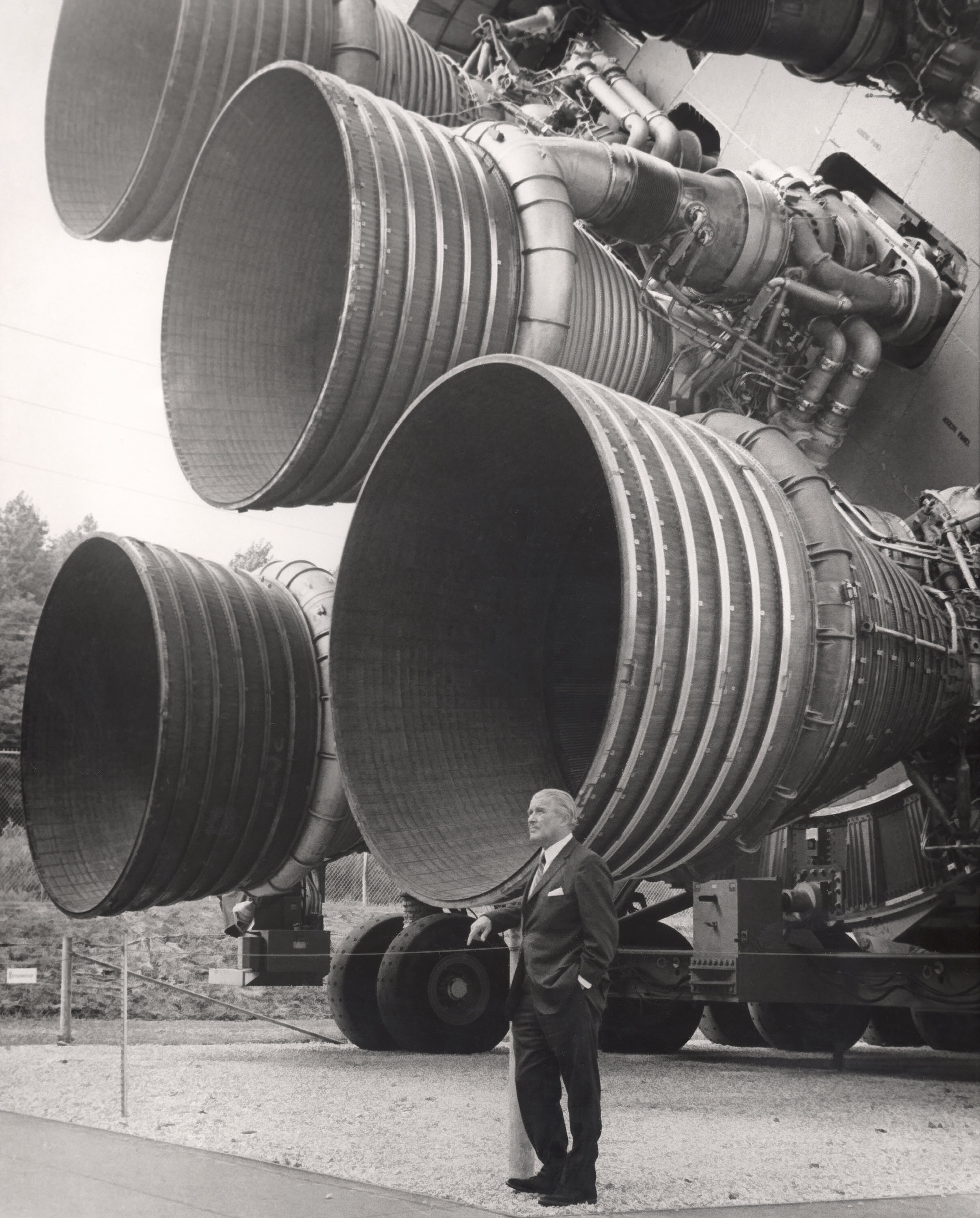
von Braun com os motores F-1 do primeiro estágio do Saturno V no US Space and Rocket Center

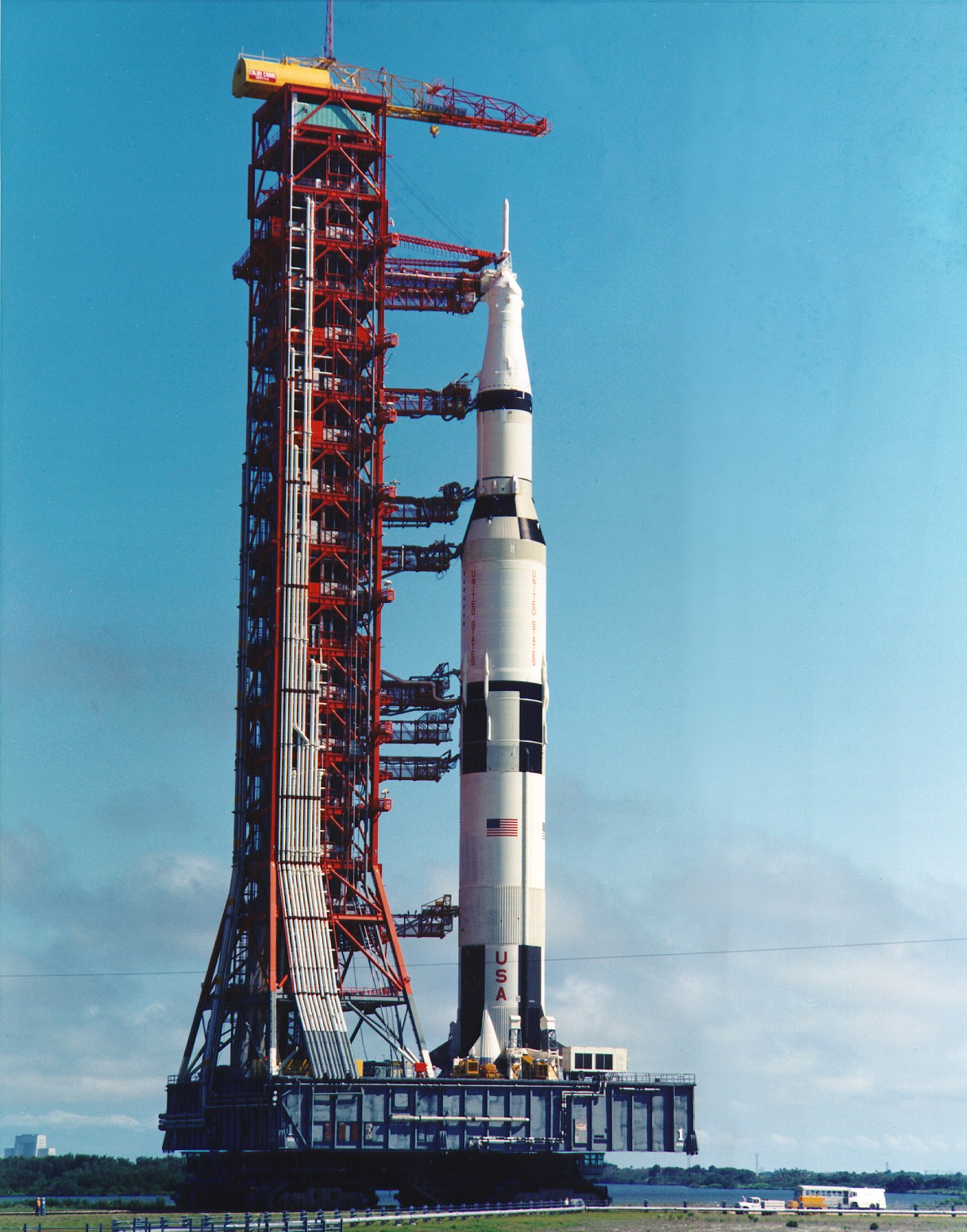
Lançamento do Saturno V da Apollo 11 na plataforma de lançamento

O desafio que o presidente John F. Kennedy colocou à NASA em maio de 1961 para colocar um astronauta na Lua até o final da década, colocou uma nova urgência repentina no programa de Saturno. Naquele ano, houve uma enxurrada de atividades quando diferentes meios de chegar à Lua foram avaliados.
Os foguetes Nova e Saturno, que compartilhavam um design semelhante e podiam compartilhar algumas partes, foram avaliados para a missão. No entanto, foi julgado que o Saturno seria mais fácil de entrar em produção, uma vez que muitos dos componentes foram projetados para serem transportados por via aérea. Nova exigiria novas fábricas para todos os estágios principais, e havia sérias preocupações de que não pudessem ser concluídas a tempo. Saturno exigia apenas uma nova fábrica, para o maior dos estágios inferiores propostos, e foi selecionado principalmente por esse motivo.
O Saturno C-5 (posteriormente denominado Saturno V), a mais poderosa das configurações do Comitê Silverstein, foi selecionado como o projeto mais adequado. Na época, o modo de missão não havia sido selecionado, então eles escolheram o design de reforço mais poderoso para garantir que haveria ampla potência. seleção do método de encontro da órbita lunar reduziu os requisitos de peso de lançamento abaixo dos do Nova, na faixa do C-5.
Neste ponto, no entanto, todos os três estágios existiam apenas no papel, e percebeu-se que era muito provável que a espaçonave lunar real estaria desenvolvida e pronta para testes muito antes do reforço. A NASA, portanto, decidiu também continuar o desenvolvimento do C-1 (mais tarde Saturno I) como um veículo de teste, uma vez que seu estágio inferior era baseado na tecnologia existente (Redstone e Júpiter) e seu estágio superior já estava em desenvolvimento. Isso forneceria testes valiosos para o S-IV, bem como uma plataforma de lançamento para cápsulas e outros componentes em órbita terrestre baixa.
Os membros da família Saturno que foram realmente construídos foram:
- Saturno I - dez foguetes voaram: cinco voos de desenvolvimento e cinco lançamentos da espaçonave padrão Apollo e dos satélites Pegasus.
- Saturn IB - nove lançamentos; uma versão refinada do Saturno I com um primeiro estágio mais poderoso (denominado S-IB) e usando o S-IVB do Saturno V como um segundo estágio. Estes transportaram a primeira tripulação de voo da Apollo, mais três Skylab e uma tripulação da Apollo-Soyuz, para a órbita da Terra.
- Saturno V - 13 lançamentos; o foguete lunar que enviou astronautas da Apollo à Lua e colocou a estação espacial Skylab em órbita